# Большая Пола
Большая Пола — река в России, течёт по территории Лешуконского района Архангельской области. Правый приток реки Четлас.
Длина реки составляет 11 км.
Генеральным направлением течения является северо-восток. Впадает в Четлас на высоте 164 м над уровнем моря.

## Данные водного реестра
По данным государственного водного реестра России, относится к Двинско-Печорскому бассейновому округу, водохозяйственный участок реки — Мезень от истока до водомерного поста у деревни Малонисогорская, речной подбассейн отсутствует. Речной бассейн реки — Мезень.
Код объекта в государственном водном реестре — 03030000112103000044855.